# Fenneke van der Elst
Fenneke van der Elst, (ur. 1950 w Culemborgu) – holenderska malarka obrazów i grafiki.

## Życiorys
W latach 1980–1985 studiowała na Koninklijke Academie voor Beeldenden Kunstem (Royal Academy of Fine Arts) w Hadze. Jest członkiem fundacji artystycznej Inkt Delft w Culemborgu. Jej twórczość to abstrakcyjne obrazy tworzone na płótnie (często używając farby akrylowej) i litografie. Najczęstszą inspiracją jest sztuka i kultura dawnych narodów basenu Morza Śródziemnego i Włoch, z których Van der Elst czerpie motywy i barwy. Często podróżując szkicuje lub fotografuje, a następnie w swojej holenderskiej pracowni tworzy odzwierciedlenie zapamiętanych widoków w tworzonych dziełach. Częstym motywem są stare domy, starożytne mozaikowe podłogi, barokowe ogrody, które umieszcza w swoich ekspresjonistycznych kompozycjach. Jej prace cechują jasne barwy, które łączy z odcieniami błękitu, turkusu i granatu. Tworząc martwe natury często umieszcza motyw swoich ulubionych kwiatów, które są też symbolem jej ojczyzny – tulipanów.

## Wystawy
Ważniejsze wystawy indywidualne i zbiorowe: 
- Holland Art Fair, Haga, Holandia
- Zuid-Hollandse Grafiek, Haga, Holandia
- Art Multiple, Düsseldorf, Niemcy
- Grafiek Nu, Singer Museum, Laren, Holandia
- Galerie Inkt, Haga, Holandia
- Galerie Klostermuehle, Hude, Niemcy
- Galerie Grafiker, Haarlem, Holandia
- Museum Waterland, Purmerend, Holandia